# Cheloneae
Cheloneae es una tribu  de plantas de flores perteneciente a la familia Plantaginaceae. Comprende los siguientes géneros:

## Géneros
- Chelone - Collinsia - Keckiella - Nothochelone - Penstemon

- Datos: Q5765575
- Multimedia: Cheloneae / Q5765575
- Especies: Cheloneae